# Scipione Borghese (1734–1782)
Scipione Borghese (ur. 1 kwietnia 1734 w Rzymie, zm. 26 grudnia 1782 tamże) – włoski kardynał.

## Życiorys
Urodził się 1 kwietnia 1734 roku w Rzymie, jako syn Camilla Borghese i Agnese Colonny. Studiował na La Sapienzy, gdzie uzyskał doktorat utroque iure. Następnie wstąpił do zakonu maltańskiego i został referendarzem Trybunału Sygnatury Apostolskiej. 22 września 1759 roku przyjął święcenia kapłańskie. 5 czerwca 1765 roku został tytularnym arcybiskupem Teodozji, a cztery dni później przyjął sakrę. Jednocześnie został asystentem Tronu Papieskiego. W latach 1766–1771 był prefektem Domu Papieskiego. 10 września 1770 roku został kreowany kardynałem prezbiterem i otrzymał kościół tytularny Santa Maria sopra Minerva. W okresie 1771–1778 był legatem w Ferrarze, a w latach 1779–1780 – kamerlingiem Kolegium Kardynałów. Zmarł 26 grudnia 1782 roku w Rzymie.